# Brouennou
Brouennou est une ancienne commune du département du Finistère, en France, qui fusionna avec la commune de Landéda en 1829.

## Toponymie
Le nom de la localité est attesté sous les formes Brennou en 1516 et Brouennou en 1779.

## Histoire
La paroisse de Brouennou faisait partie de l'archidiaconé de Kemenet-Ily relevant de l'évêché de Léon et était sous le vocable de saint Eveltoc, raison pour laquelle elle aurait été dénommée initialement "Landéveltoc".
- 1790 : érigée en commune
- 1822 : unie à la commune de Landéda
- 1829 : annexée à la commune de Landéda

### Époque moderne
En 1759, une ordonnance de Louis XV ordonne à la paroisse de Brouesnou [Brouennou] de fournir 5 hommes et de payer 32 livres pour « la dépense annuelle de la garde-côte de Bretagne ».

#### Larécolte du goémon
Pervez, recteur de la paroisse de Brouennou, dans une lettre écrite en 1774 adressée à l'évêque de Léon Jean-François de la Marche en réponse à son enquête sur la mendicité, décrit la pauvreté dans sa paroisse. Selon lui, trois familles « ont du bien », huit « sont aisées ». Parlant des familles pauvres, il écrit (l'orthographe de l'époque a été respectée) :

« Il y a vingt familles qui vivent à la vérité sans estre dans la pauvreté, mais elles ne sont pas en état de faire beaucoup d'aumônes : la raison est qu'il sont chargés d'enfants, entr'autre quatre familles qui ont deux d'elles chaqu'une huit enfants et les deux autres chaqu'une dix enfants tous vivants dont les mères sont propres sœurs, chose assez remarquable. Beaucoup de ces familles sont obligées d'acheter du bled pendant les mois de juin et juillet. Il y a à la vérité dix familles qui ne cherchent pas leur pain de porte en porte, ni hors de la paroisse, que je met [sic] au nombre des pauvres honteux, souffrant souvent misère chez eux plutôt que d'aller mendier leur pain, qui n'ont que leurs journées à vivre, encore ne trouvent-ils pas tous les jours à gagner. La raison de cette pauvreté est que ces familles n'ont presque pas de terre à manœuvrer et le peu de grains qu'ils retirent n'est pas suffisant pour les nourrir eux et leurs enfants dont beaucoup ne sont pas en état ni de chercher leur pain ni de travailler. (...) Une personne mendie son pain de porte en porte. »

Le même recteur poursuit, protestant contre la déclaration du 30 octobre 1772 qui limite aux trois premiers mois de l'année la coupe du goémon et rappelle l'ordonnance de 1681 qui interdit d'en vendre aux autres paroisses. Il écrit (l'orthographe de l'époque a été respectée) :

« Les observations que peuvent faire mes paroissiens relativement aux goësmons de leurs côtes, sont que la coupe n'en peut être faite ni pratiquée, par une déclaration du Roy à eux notifiée le 25 mai 1774 que pendant 30 jours des mois de janvier, ou de février, ou de mars chaque année sous peine de 300 francs d'amende, ce qui leur est très préjudiciable, car ces mois ne sont pas propres pour sécher le goësmon, et même a eu deffendu de le vendre ni transporter hors de la paroisse, ce qui est à la vérité un bien pour les riches et un mal pour les pauvres. Mes paroissiens désireroient que la coupe leur fut libre comme anciennement, scavoir de la Saint-Marc jusqu'à la Saint-Goulven. »

#### Brouennou en 1778
Jean-Baptiste Ogée décrit ainsi Broennou en 1778 :

« Brouennou, au bord de la mer ; à 10 lieues deux-tiers à l'ouest-sud-ouest de Saint-Pol-de-Léon, son évêché ; à 50 lieues un tiers de Rennes : et à 4 lieues deux-tiers de Lesneven, sa subdélégation et son ressort. On y compte 400 communiants ; la cure se présente par l'Évêque. Son territoire est excellent et bien cultivé, en partie par les femmes des habitants, qui sont fort laborieuses, et qui prennent soin de la culture des terres, tandis que leurs maris sont occupés à la pêche ou dans la marine. [La paroisse possède] la maison noble de Lanvern, haute justice (...). »

La cure de Brouennou était en 1786 l'une des plus pauvres du diocèse de Léon avec moins de 300 livres de revenu, pas plus que la portion congrue à cette date.